# تانماکرنی
تانماکرنی (به لاتین: Tanmakkerni) یک منطقهٔ مسکونی در سری‌لانکا است که در استان شمالی (سری‌لانکا) واقع شده‌است.